# Емил Кутијаро
Емил Кутијаро (Херцег Нови, 17. мај 1906 — Задар, 9. септембар 1979) био је југословенски, црногорски и хрватски филмски и позоришни глумац.

## Биографија
Емил Кутијаро је почео глумачки занат 1927. као оперетни певач у Београдској оперети, већ усмерен, захваљујући свом пријатном и снажном бас-баритону певачким улогама: 
- Стеван Драгић (Сеоска Лола Тота)
- Андраш (Риђокоса Лукачи)
- Милић (Ђидо Веселиновића и Брзака)
- Троиљон (Марија, кћи пука Бајара)

1930. прелази у Бањалуку у новоотвореном Народном позоришту врбавске бановине и ту борави две сезоне сазревајући као карактерни глумац. У Нишу се усавршава од 1932 до 1935 а у Цетињу од 1935 до 1936. Враћа се у Бањалуку (1936—1940) као зрео глумац
- Кајгана (Женидба Гогоља)
- Саво (Граничари Фрајденрајха)
- Арса (Обичан човек Нушића)
- Отац (Страдалници Бријеа)
- Др Гален (Бела болест Чапека)
- Алексеј (Браћа Карамазови Достојевског)
- Дарнис (Тартиф Молијера)
- Вурм (Сплетка и љубав Шилера)
- Меркуцио (Ромео и Јулија Шекспира),
- Кљешћ (На дну Горкога)
- Матија Губец (Сељачка буна Крефта)
- Влахо слепи (Еквиноциј, Војновића)
- Јепанчин (Идиот Достојевског)

Рат га затиче у Осијеку. 1944. руководио је Партизанским казалиштем Славоније.
Од 1945. трајно је ангажован у Хрватском народном казалишту. 

## Филмографија
Глумац | 
| Глумац | ▲ |
| ------ | - |

Дугометражни филм | ТВ филм | ТВ серија
|                   | 1940 | 1950 | 1960 | 1970 | Укупно |
| ----------------- | ---- | ---- | ---- | ---- | ------ |
| Дугометражни филм | 1    | 2    | 3    | 1    | 7      |
| ТВ филм           | 0    | 1    | 16   | 3    | 20     |
| ТВ серија         | 0    | 0    | 7    | 8    | 15     |
| Укупно            | 1    | 3    | 26   | 12   | 42     |
|           | Назив                      | Улога        |
| --------- | -------------------------- | ------------ |
| 1947      | Живјеће овај народ         | Партијац     |
| 1950-te ▲ |                            |              |
| 1951      | Бакоња фра Брне            | Ркалина      |
| 1956      | У мрежи                    | Калафат      |
| 1960-te ▲ |                            |              |
| 1960      |                            | Официр       |
| 1961      | Пустолов пред вратима      | „Смрт”       |
| 1966      |                            | Пуглиа       |
| 1970-te ▲ |                            |              |
| 1971      | Путовање на мјесто несреће | Виктор, отац |
|           | Назив                 | Улога           |
| --------- | --------------------- | --------------- |
| 1959      | Суседи                | /               |
| 1960-te ▲ |                       |                 |
| 1960      | Крокодил              | /               |
| 1963      | Безимена              | /               |
| 1963      | Сумрак                | /               |
| 1963      | Посљедњи витезови     | /               |
| 1964      | Чувај се сењске руке  | /               |
| 1964      | Слијепи колосијек     | /               |
| 1964      | Гогољева смрт         | /               |
| 1965      | Сан                   | /               |
| 1965      | Племићко гнијездо     | /               |
| 1965      | Банкет                | /               |
| 1967      | Ладањска секта        | /               |
| 1967      | Сјећање               | /               |
| 1968      | Негдје на крају       | /               |
| 1968      | Љубав                 | /               |
| 1968      | Карневал              | /               |
| 1968      | Ја сам убио Балтазара | /               |
| 1970-te ▲ |                       |                 |
| 1972      | У мрежи               | /               |
| 1972      | Рођендан мале Мире    | /               |
| 1973      |                       | Старији новинар |
| Од | До | Назив | Улога |
| -- | -- | ----- | ----- |

| 1970-te ▲ | 1970-te ▲ | 1970-te ▲ | 1970-te ▲ |
| --------- | --------- | --------- | --------- |